# 올리브 나무 사이로
《올리브 나무 사이로》(페르시아어: زیر درختان زیتون)는 1994년 개봉한 이란의 드라마 영화이다. 아바스 키아로스타미가 감독·제작·감독을 맡았다. 키아로스타미 감독의 코케르 삼부작 중 마지막 작품이다.

## 출연
- 모하메드 알리 카사바르즈
- 파해드 커라드먼드

## SBS 성우진 (2002년 11월 28일)
- 최흘 - 영화감독(모하메드 알리 카사바르즈)
- 이경자 - 시바 부인(자리페 시바)
- 이재용 - 호세인(호세인 레자이)
- 조예신 - 테헤레(테헤레 리미니안)
- 김정희
- 한수경
- 김새영
- 김창주
- 김익태
- 김태웅
- 박상훈
- 장주영
- 이윤정